# Boulevard Saint-Martin (Paris)
Pour l’article homonyme, voir Boulevard Saint-Martin.
Le boulevard Saint-Martin forme la limite entre les 3e et 10e arrondissements de Paris, le côté sud, celui des numéros impairs, étant dans le 3e et le côté nord, celui des numéros pairs, dans le 10e.

## Situation et accès
Il fait partie de la chaîne des Grands Boulevards constituée, d'ouest en est, par les boulevards de la Madeleine, des Capucines, des Italiens, Montmartre, Poissonnière, Bonne-Nouvelle, Saint-Denis, Saint-Martin, du Temple, des Filles-du-Calvaire et Beaumarchais.
Il est la section des Grands Boulevards comprise entre la place de la République et la porte Saint-Martin.
Ce site est desservi par les stations de métro Strasbourg - Saint-Denis et République.

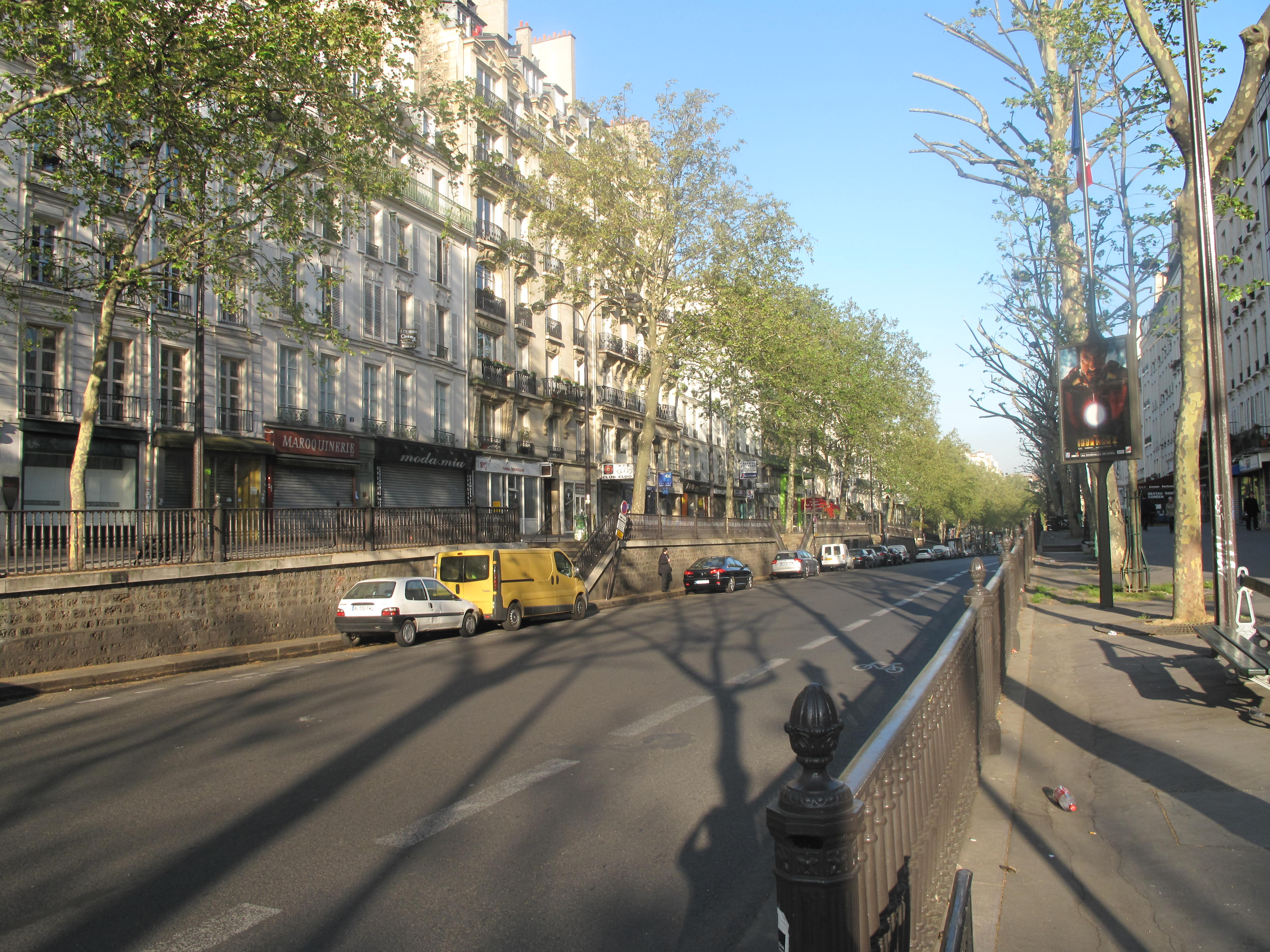
Le boulevard avec sa chaussée en contrebas des trottoirs.

## Origine du nom
Le boulevard Saint-Martin doit son nom au voisinage de la rue Saint-Martin où était installé l'ancien prieuré Saint-Martin-des-Champs, aujourd'hui affecté au Conservatoire national des arts et métiers (CNAM).

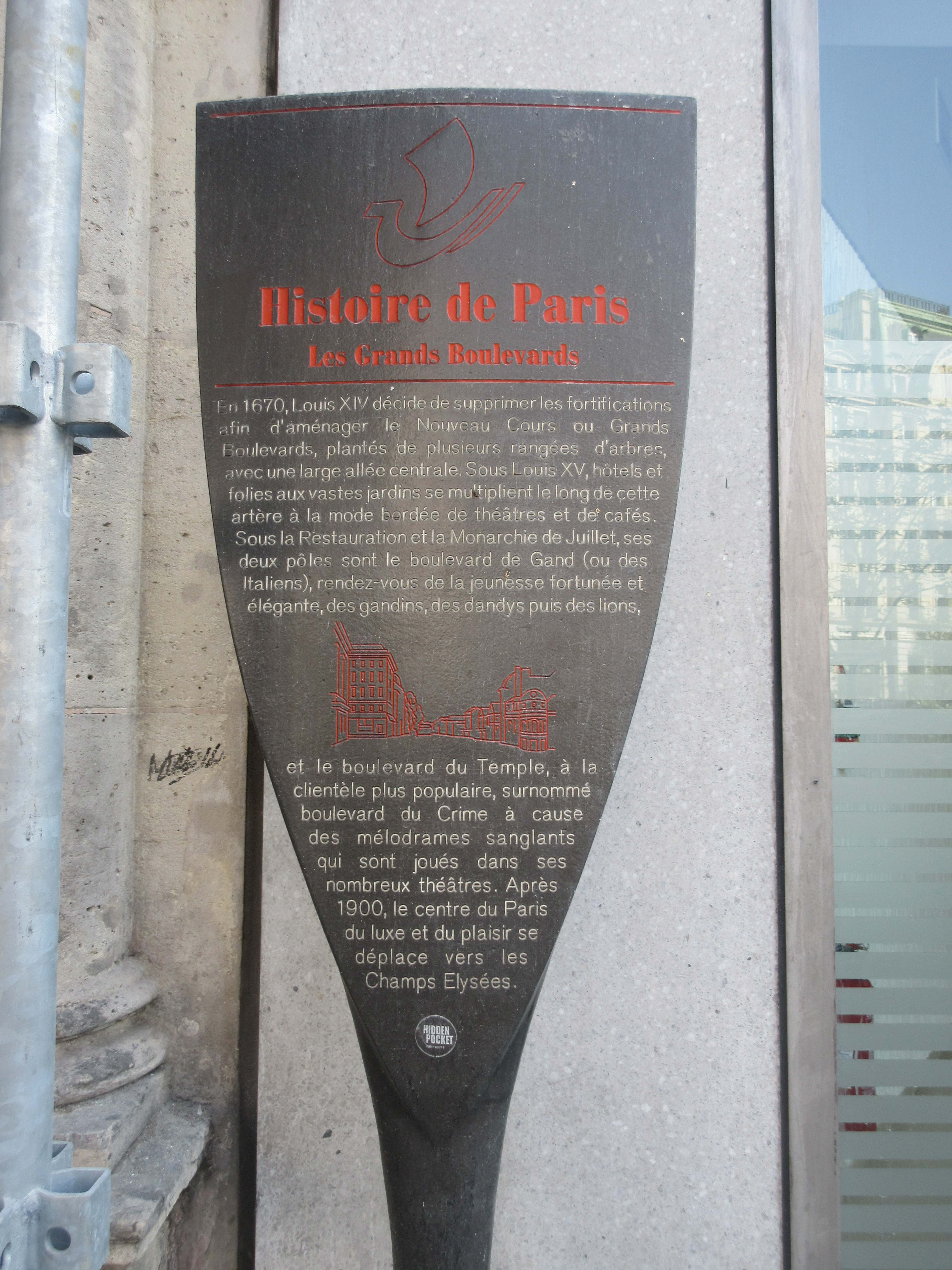
Panneau Histoire de Paris.

Il s'est appelé boulevard de l'Opéra de 1781 à 1794, quand l'Opéra occupait la salle de la Porte-Saint-Martin.

## Historique

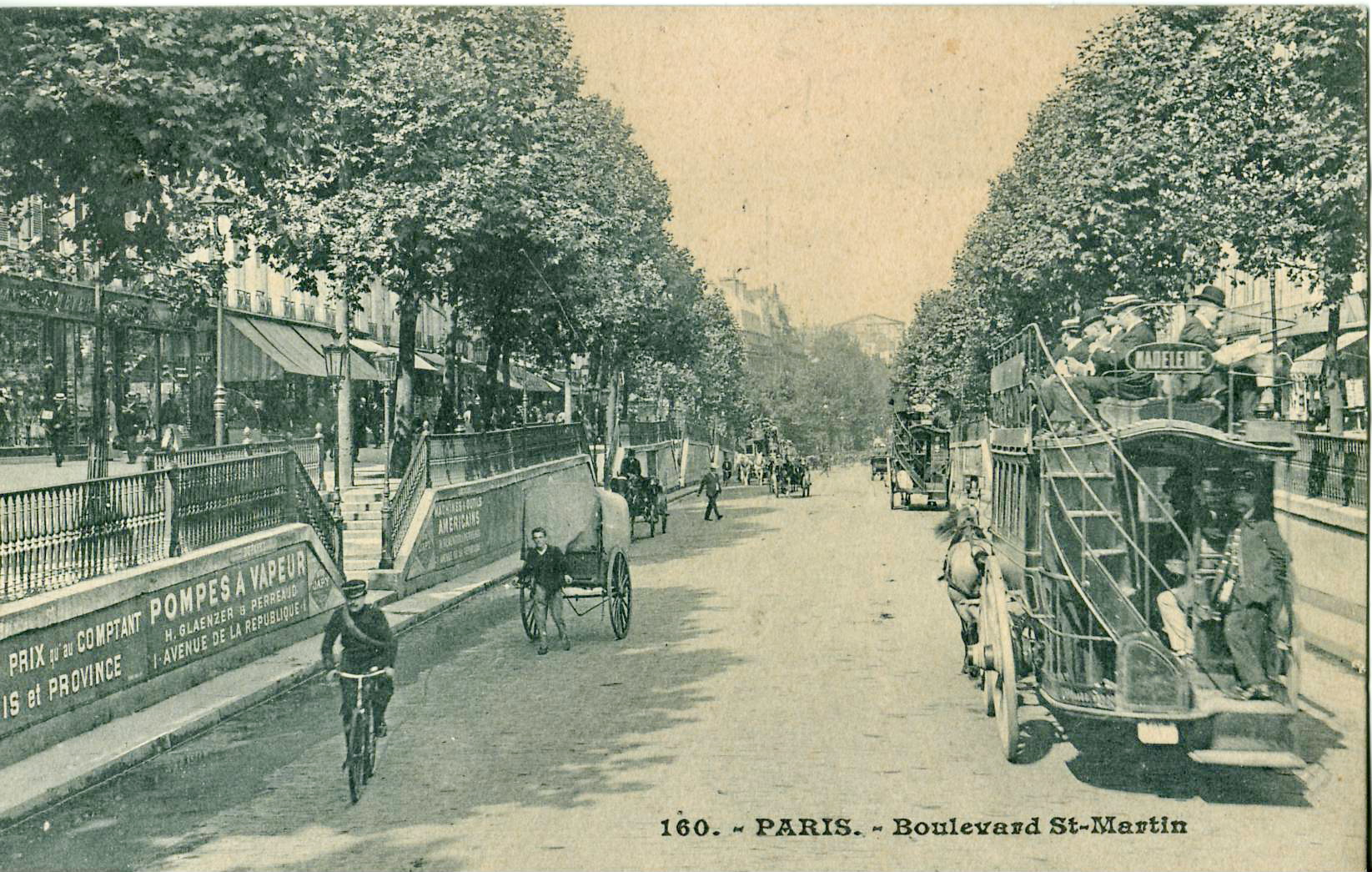
Un omnibus de la CGO sur le boulevard, avant la Première Guerre mondiale.

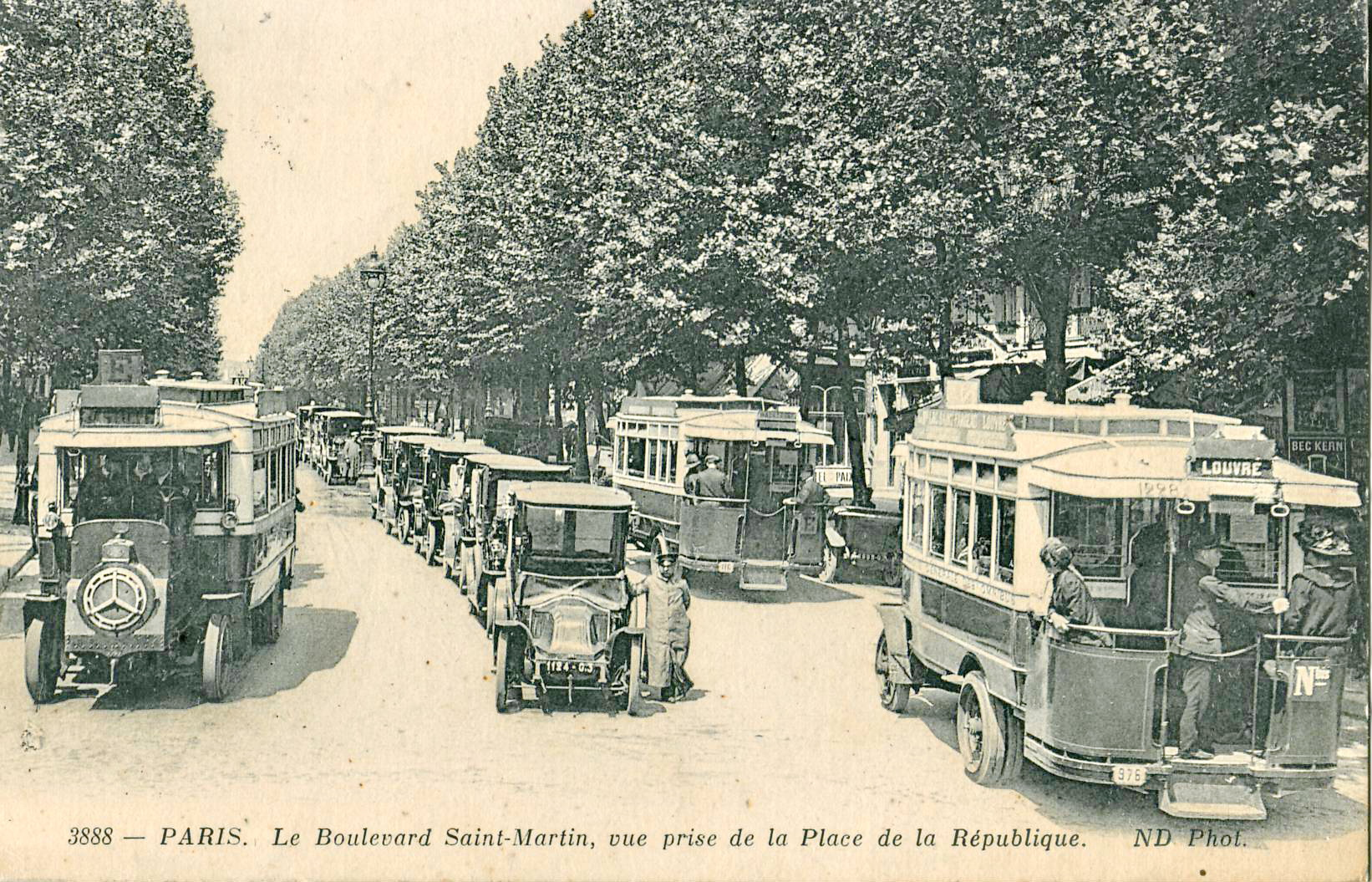
Quelques années après, le boulevard est occupé par les bus de la CGO et les taxis. La circulation automobile privée semble inexistante.

Comme l'ensemble des Grands Boulevards, il a été construit à la place de l'enceinte de Charles V quand elle a été abattue vers 1660. Il a été percé en tranchée à travers l'ancien bastion Saint-Martin. Sa pente a été adoucie à plusieurs reprises, la dernière en 1851, pour faciliter la circulation mais ses trottoirs sont restés à leur niveau initial jusqu'à 2 m plus haut environ.
Il était longé à l'origine par une rue établie sur l'ancien chemin de contrescarpe en contrebas, ancienne rue de la voirie, actuelle rue René-Boulanger dont il a été séparé à la fin du XVIIIe siècle par des constructions.

## Bâtiments remarquables et lieux de mémoire
- No 1 : Caveau de la République, célèbre cabaret fondé en 1901 sur l'emplacement de la ferme de La Vacherie.
- No 13 : la chanteuse Mireille est née à ce numéro, en 1906.
- No 18 : théâtre de la Porte-Saint-Martin, inscrit monument historique[1].
  - L’emplacement est occupé, en 1670, par un cirque. En 1720, le « cimetière des Protestants étrangers » est créé. Trop proche de la ville, il ferme en 1762 et est transféré rue de la Grange-aux-Belles. Un dépôt pour les décors de l’Opéra s’y installe[2],[3].
- No 20 : théâtre de la Renaissance, classé monument historique[4].
- No 29 : le réalisateur Georges Méliès est né à ce numéro, en 1861[5].
- No 31 : ancien accès de la station de métro Saint-Martin désormais fermée.
- Immeuble Dormoy (1932-1933) par l'architecte Fernand Hamelet.
- Porte Saint-Martin, classée monument historique[6].

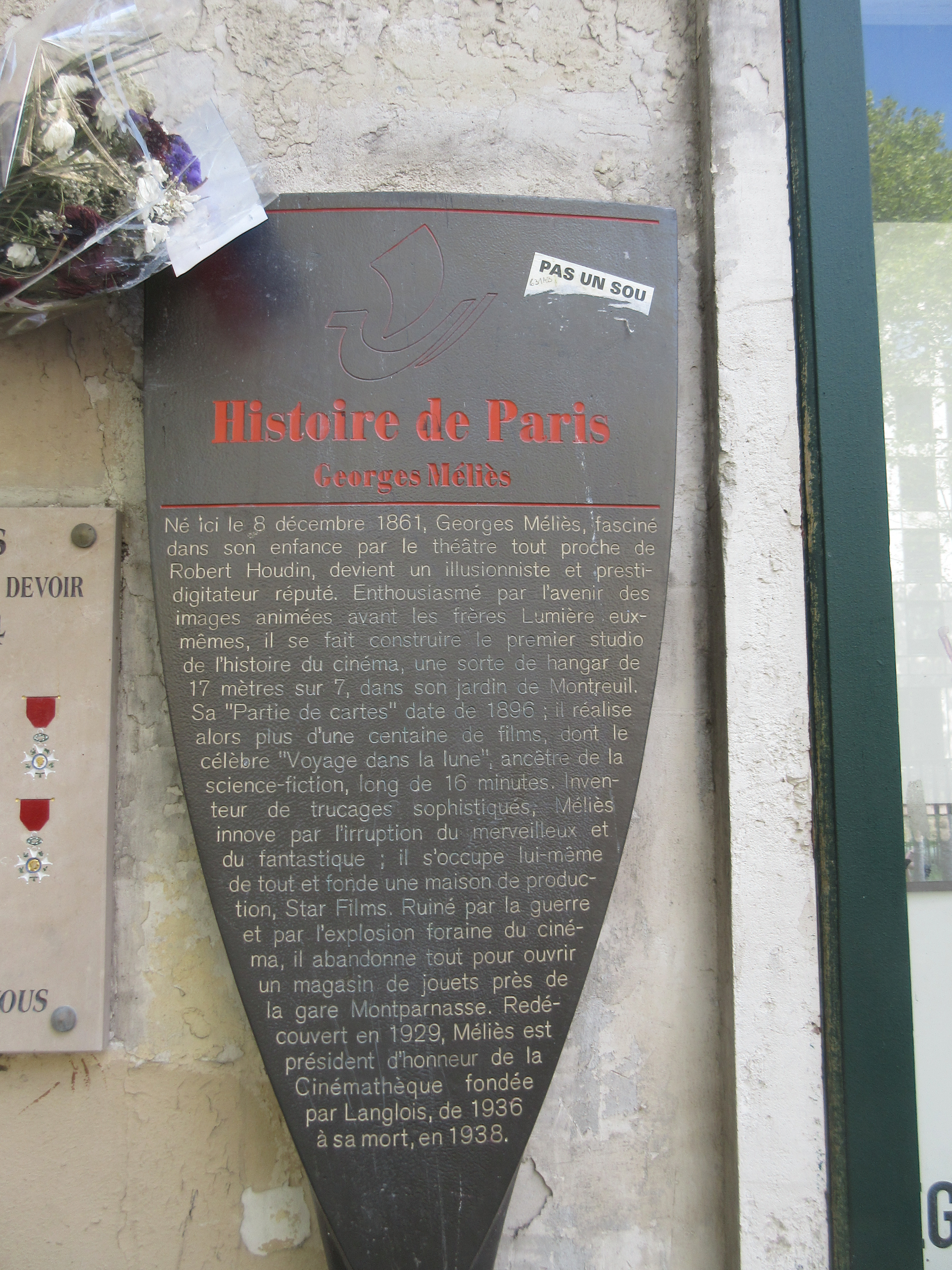
Panneau Histoire de Paris « Georges Méliès ».
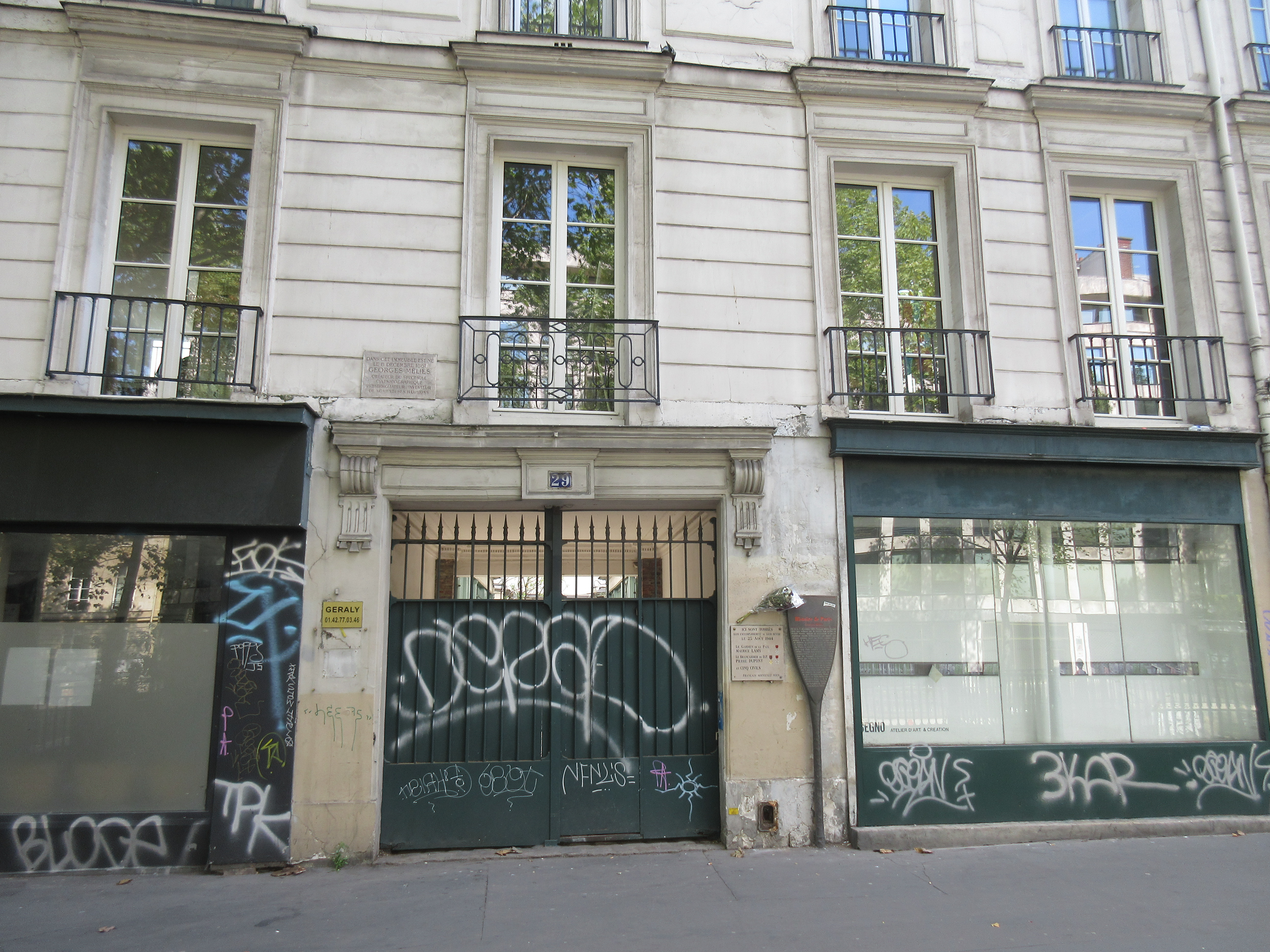
Le 29 boulevard Saint-Martin.

Plaques au no 29
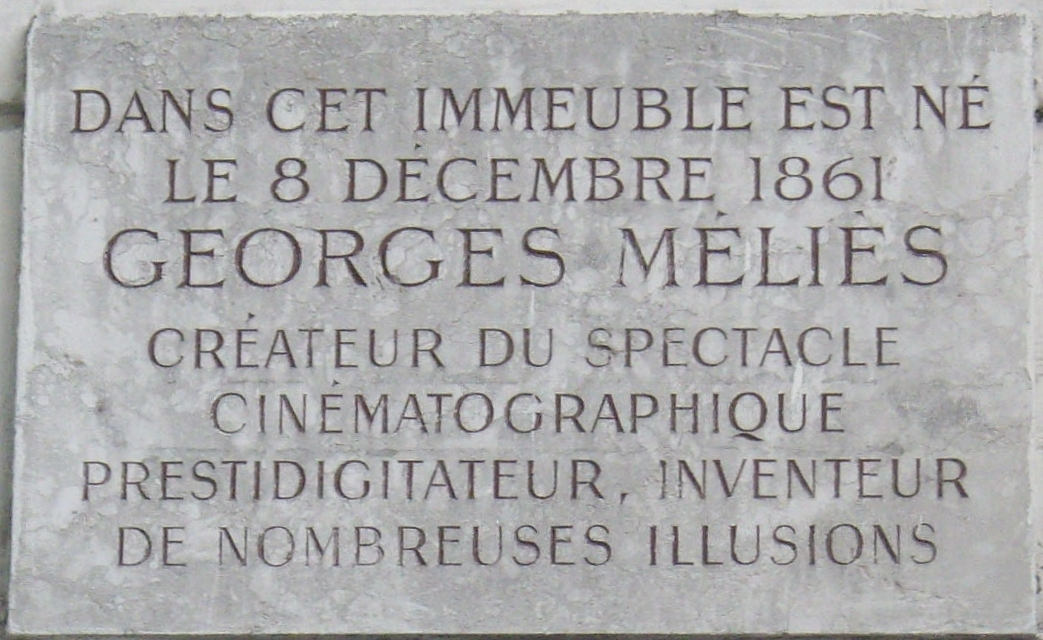
Georges Méliès.
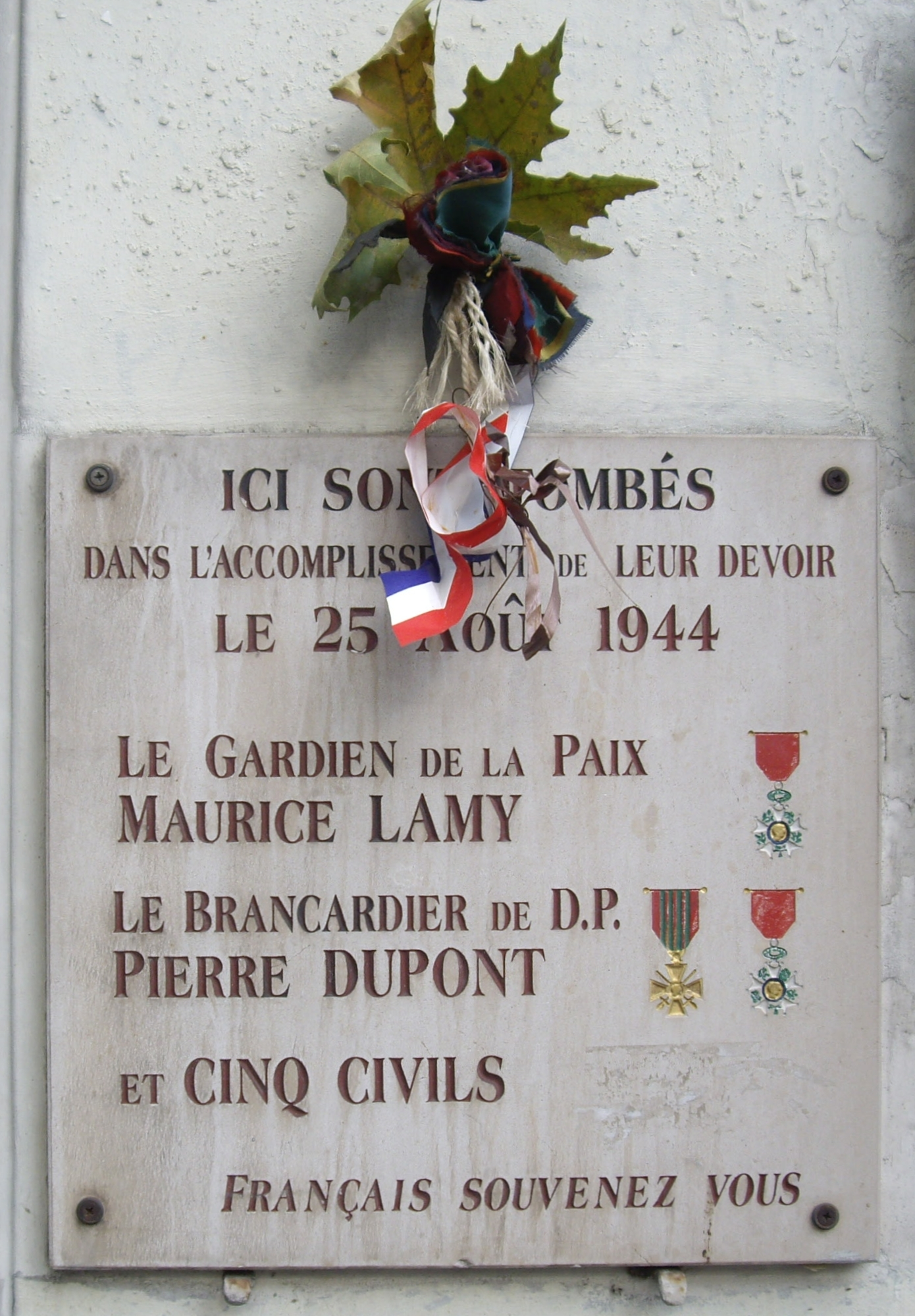
Morts de la Libération de Paris.